# جوزيف ماكلولين
جوزيف ماكلولين (بالإنجليزية: Joseph McLaughlin)‏ هو سياسي أمريكي، ولد في 9 يونيو 1867 في مقاطعة دونيجال في جمهورية أيرلندا، وتوفي في 21 نوفمبر 1926. حزبياً، نشط في الحزب الجمهوري. وقد انتخب عضو مجلس النواب الأمريكي.